# Голландская Индия
Голландская Индия — общее неофициальное название нидерландских колониальных владений на полуострове Индостан в 1605—1825 годах.
От них следует отличать Голландские Индии, более широкое понятие, включающее в себя также Нидерландские Антильские острова (в Вест-Индии) и Голландскую Ост-Индию (современная Индонезия, жемчужина голландской колониальной империи). В нидерландском языке это часто называют Indië (Индии).
Голландская Индия включала голландский Цейлон, голландский Коромандель, голландский Малабар, голландскую Бенгалию и голландский Сурат.
Термином Нидерландская Индия (Nederlands-Indië) в некоторых документах именуется также Голландская Ост-Индия (современная Индонезия).

## История Голландской Индии

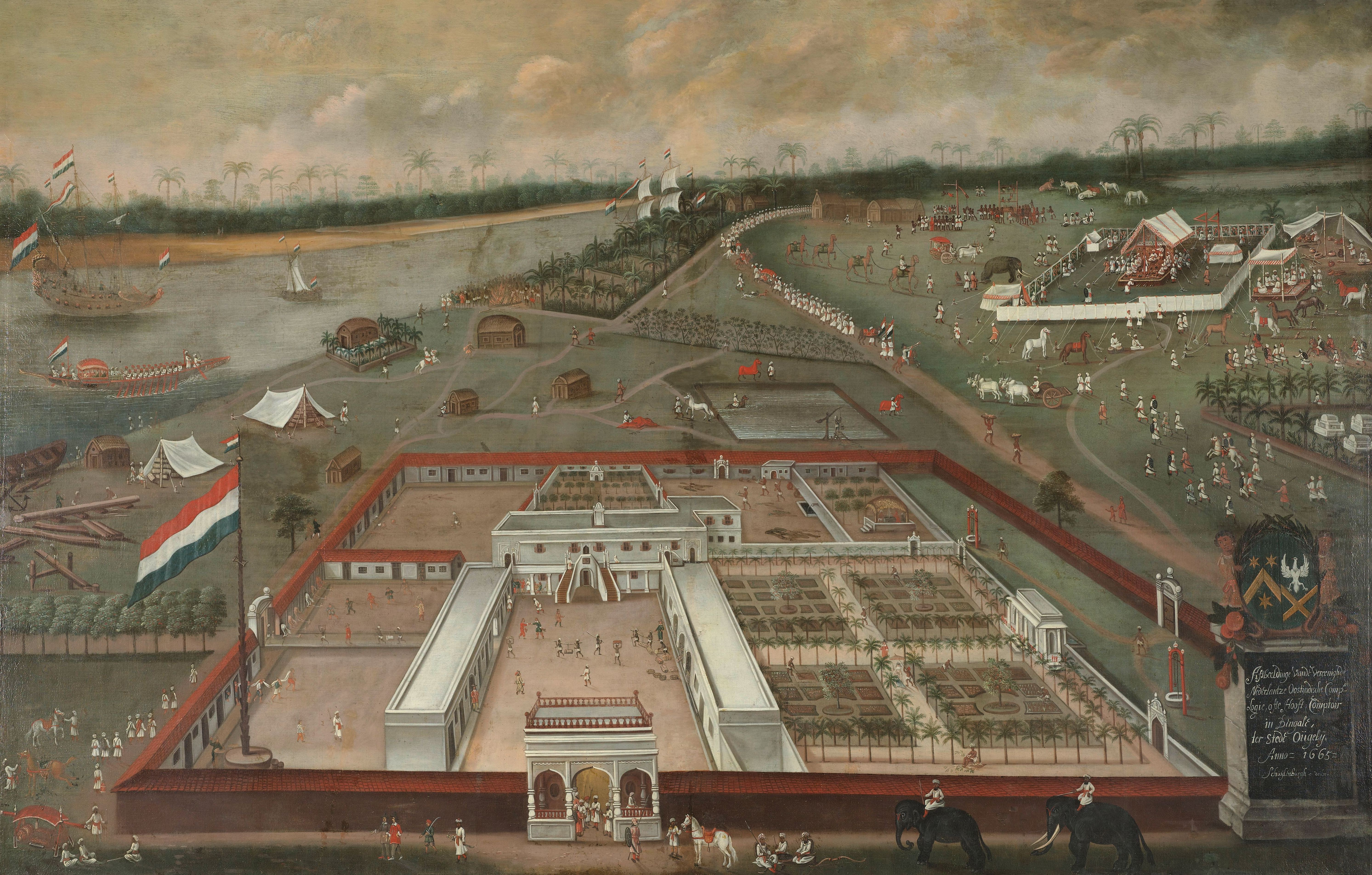
Фактория Голландской Индии в Хугли-Чучура (Бенгалия) 1665 г.

Между 1638 и 1658 годами нидерландцы отобрали у португальцев Цейлон. Заняв прочные позиции на Малайском архипелаге, нидерландцы сумели вытеснить португальцев из Малабара, захватили Квилон, Кранганор и Кочин. При Ван Гунсе, который уничтожил власть португальцев в Южной Индии, главной нидерландской базой в Индии стал Негапатам.
Но к середине XVIII века нидерландский военный флот был в запущенном состоянии, а могущество британцев и французов росло. После успехов британского полководца Клайва в Бенгалии нидерландцы пытались восстановить свои позиции там, но в 1759 году они потерпели неудачу в битве при Чинсуре. В 1781 году британцы захватили Негапатам и Тринкомали на Цейлоне. Позднее нидерландцы вернули себе Тринкомали в результате усилий своих союзников французов, но Негапатам был потерян навсегда. Нидерландцы так и не смогли стать серьёзными соперниками британцев в Индии.

### Хронология
- В 1605 году была создана первая голландская фактория в Масулипатаме.
- В 1610—1784 годах в состав голландских владений входил Пулликат[англ.].
- В 1638 году была создана фактория в Венгурла[англ.] на побережье Конкан.
- В 1658—1795 годах в состав голландских владений входил Тутикорин.
- В 1658—1781 годах в состав голландских владений входил Негапатам.
- В 1780—1784 годах побережье Коромандель было оккупировано Великобританией.
- 1795—1818 — британская оккупация всех поселений голландской Индии.
- В 1818 году Малабар был аннексирован Британской Индией.
- В 1818 году голландские поселения были восстановлены в Короманделе.
- В 1824 году была заключена англо-голландская конвенция, по которой Нидерланды передали Великобритании все свои владения в Индии и связанные с ними торговые права.

## Голландские колонии в Бенгалии
Первая голландская колония в этом регионе была создана в 1608 году. В 1625 году Голландская Ост-Индская компания основала факторию в Чинсуране для торговли опиумом, солью и специями. Был построен форт Густавиус, церковь и несколько других зданий. Голландские поселения в Чинсуране просуществовали до 1825 года, когда голландцы обменяли их по англо-голландскому соглашению 1814 года на остров Суматру.